# Ernest Belfort Bax
Ernest Belfort Bax (Leamington, Reino Unido, 23 de julio de 1854 - Londres, Reino Unido, 26 de noviembre de 1926) fue un escritor, periodista y filósofo socialista de principios del siglo XX y que pertenecía al partido político Social Democratic Federation (SDF). Fue socio de Karl Marx.
En 1908 escribió The Legal Subjection of Men en respuesta al ensayo de John Stuart Mill de 1869 titulado The Subjection of Women. Luego, publicó El fraude del feminismo (1913), donde describió los efectos adversos del feminismo, en capítulos como "La cruzada anti-hombre", "Siempre las inocentes heridas" y "La falsa caballerosidad". Es considerado el precursor del masculinismo y defensor de éste frente al feminismo.

## Obras
- Jean-Paul Marat (1878).
- Handbook to the History of Philosophy (1884).
- Religion of Socialism (1886).
- The Ethics of Socialism (Ética del socialismo, 1889).
- French Revolution (1890).
- The Problem of Reality (El problema de la realidad, 1893).
- Socialism; Its Growth and Outcome (Socialismo, su crecimiento y resultado, 1894), con William Morris.
- The Peasants War (1899).
- Jean-Paul Marat: The People's Friend (1900).
- The Rise and Fall of the Anabaptists (1900).
- Essays in Socialism, New and Old (1906).
- The Roots of Reality (Las raíces de Reality, 1907).
- The Legal Subjection of Men, (1908) junto a un abogado anónimo irlandés.
- The Last Episode of the French Revolution (1911).
- Problems of Men, Mind, and Morals (1912).
- The Fraud of Feminism (El fraude del feminismo, 1913).